# 阿克梅切特西克湖
阿克梅切特西克湖（烏克蘭語：Ак-Мечетське озеро），是烏克蘭的湖泊，位於該國克里米亞半島，處於黑海村區，長0.4公里、寬0.3公里，面積0.15平方公里，平均水深0.4米，最大水深0.75米。